# Myši pro počítače ZX Spectrum
Počítačová myš nebyla u počítačů Sinclair ZX Spectrum příliš rozšířenou periférií. I tak ale vzniklo několik způsobů připojení myši k těmto počítačům. Myši byly využívány především v grafických editorech jako Art Studio nebo The Artist II. S využitím myši bylo původně počítáno i v celoobrazovkovém editoru Sinclair BASICu počítačů Sinclair ZX Spectrum 128K+, ovšem k jejímu využití v tomto editoru nakonec nedošlo.

## Kempston mouse
Kempston mouse je způsob připojení myši, jehož výhodou je to, že hardware poskytuje přímo informace o poloze myši v rámci obrazovky. Jako Kempston mouse se chová i myš Genius Mouse připojená prostřednictvím interface od společnosti Datel Electronics Ltd. Způsob připojení myši jako Kemston mouse se stal standardem u ruských klonů ZX Spectra. Ruské varianty interface podporují i myši s kolečkem. V Česku vznikla varianta interface umožňující připojení dvou myší současně KMouse Turbo 2008.
Interface pro připojení myši jako Kempston mouse používá následující porty:
| desítkově | šestnáctkově | dekódování        | význam            |
| 64223     | FADF         | xxxxxx10 xx0xxxxx | tlačítka myši     |
| 64479     | FBDF         | xxxxx011 xx0xxxxx | souřadnice X myši |
| 65503     | FFDF         | xxxxx111 xx0xxxxx | souřadnice Y myši |

## Kempston mouse (Česko)
Jiný způsob připojení myši označovaný také jako Kempston mouse vznikl v Česku a byl součástí počítačů Kompakt profesional a Kompakt 128. Myš se nechová jako myš, ale simuluje Kempston joystick, z čehož byl odvozen název pro tento způsob připojení. K dispozici je tak pouze informace i tom, kterým směrem byl proveden pohyb. Různá rychlost pohybu může být simulována různou frekvencí aktivace signálů pro jednotlivé směry pohybu.
Protože myš simuluje Kempston joystick, používá se pro čtení stavu této myši port pro četní stavu Kempston joysticku:
| desítkově | šestnáctkově | význam         |
| 31        | 1F           | Kempston mouse |

## AMX mouse
Interface pro AMX mouse neposkytuje přímo souřadnice polohy myši v obraze, ale při každém pohybu myši interface generuje přerušení, a jedinou zjistitelnou informací je, kterým směrem byl proveden pohyb. Souřadnice polohy myši tedy musí být uloženy v paměti počítače. Rychlost pohybu myši ovlivňuje frekvenci generování přerušení. Interface kromě připojení myši umožňuje i připojení tiskárny.
Interface pro připojení myši jako AMX mouse používá následující porty:
| desítkově | šestnáctkově | význam                                      |
| 31        | 1F           | Směr pohybu v ose X, data paralelního portu |
| 63        | 3F           | Směr pohybu v ose Y, data paralelního portu |
| 223       | DF           | tlačítka myši                               |
| 95        | 5F           | řídicí registr kanálu A obvodu Z80 PIO      |
| 127       | 7F           | řídicí registr kanálu B obvodu Z80 PIO      |

## A-Mouse
A-Mouse, označováno také jako Amiga mouse, je způsob připojení myši k počítačům Sinclair ZX Spectrum. Název je odvozen od toho, že tímto způsobem byly původně připojovány myši vyráběné pro počítače Amiga a Atari ST, které nejsou sériové, ale paralelní. Myš k počítačům Amiga byla vybrána proto, že je možné ji bez nutnosti úprav připojit místo joysticku.
Myš je připojována místo Kempston joysticku, její stav je čten na portu 31. A-Mouse a Kemston joystick tak není možné používat současně, obě zařízení spolu kolidují. Výhoda jednoduchého připojení myši tak s sebou naopak přináší nevýhodu náročné programové obsluhy, na rozdíl např. od Kempston Mouse, u které interface poskytuje přímo souřadnice kurzoru. Aby nebyla ztracena informace o pohybu, stav myši by měl být čten více než 500krát za sekundu.
Připojení Amiga myši je podporováno i v interface KMouse Turbo 2008. Je-li tato myš připojena místo joysticku, interface její signály zpracovává tak, že se chová současně jako Kempston mouse i A-Mouse.
Protože je myš připojována místo Kempston joysticku, používá tak stejný port jako Kempston joystick:
| desítkově | šestnáctkově | význam  |
| 31        | 1F           | A-Mouse |

## AY Mouse
Jako AY Mouse je označován způsob připojení myši k počítačům ZX Spectrum prostřednictvím obvodu AY-3-8912. Myš v principu funguje podobně jako Kempston mouse, vzhledem k polovičnímu počtu bitů čítačů polohy pro jednotlivé směry proti Kempston mouse je možné číst pouze přírůstky polohy vzhledem k poloze při předcházejícím čtení přírůstku polohy myši a absolutní polohu myši na obrazovce je nutné udržovat v paměti počítače.